# Primeros años de Fidel Castro
Los primeros años de la vida del fallecido revolucionario, político, y expresidente cubano Fidel Castro abarcan los primeros 26 años de su vida, de 1926 a 1952. Nacido en Birán, provincia de Oriente, Castro era hijo ilegítimo de Ángel Castro y Argiz, un rico agricultor y terrateniente, y de su amante Lina Ruz González. Educado primero por un tutor en Santiago de Cuba, Fidel Castro asistió después a dos internados antes de ser enviado al Colegio de Belén, un colegio dirigido por los jesuitas en La Habana. En 1945, comenzó a estudiar Derecho en la Universidad de La Habana, donde tomó conciencia política por primera vez, convirtiéndose en un firme antiimperialista y crítico de la participación de Estados Unidos en el Caribe. Participó en la política estudiantil y se afilió a Eduardo Chibás y su Partido Ortodoxo, logrando publicidad como crítico de la administración proestadounidense del presidente Ramón Grau y su Partido Auténtico.
Inmerso en la violenta cultura pandillera de la universidad, en 1947 participó en un intento reprimido de derrocar a la junta militar de Rafael Trujillo en la República Dominicana. Volviendo a la política estudiantil, Castro se vio envuelto en violentas manifestaciones en las que los manifestantes se enfrentaron a la policía antidisturbios, en las que se hizo cada vez más izquierdista en sus principios. Viajó a Bogotá, Colombia como miembro de una delegación estudiantil cubana, y participó en el Bogotazo antes de regresar a La Habana, donde abrazó el marxismo. En 1948 se casó con la rica Mirta Díaz-Balart, y en septiembre de 1949 nació su hijo Fidelito. Tras obtener el título de doctor en Derecho en septiembre de 1950, colaboró con un bufete de abogados sin éxito antes de entrar en la política parlamentaria como candidato del Partido Ortodoxo. Cuando el general Fulgencio Batista dio un golpe de Estado el 10 de marzo de 1952 y derrocó al presidente Carlos Prío Socarrás, Castro presentó recursos legales contra él, pero como esto resultó ineficaz, empezó a pensar en otras formas de derrocar a Batista.

## Infancia y educación: 1926-1945

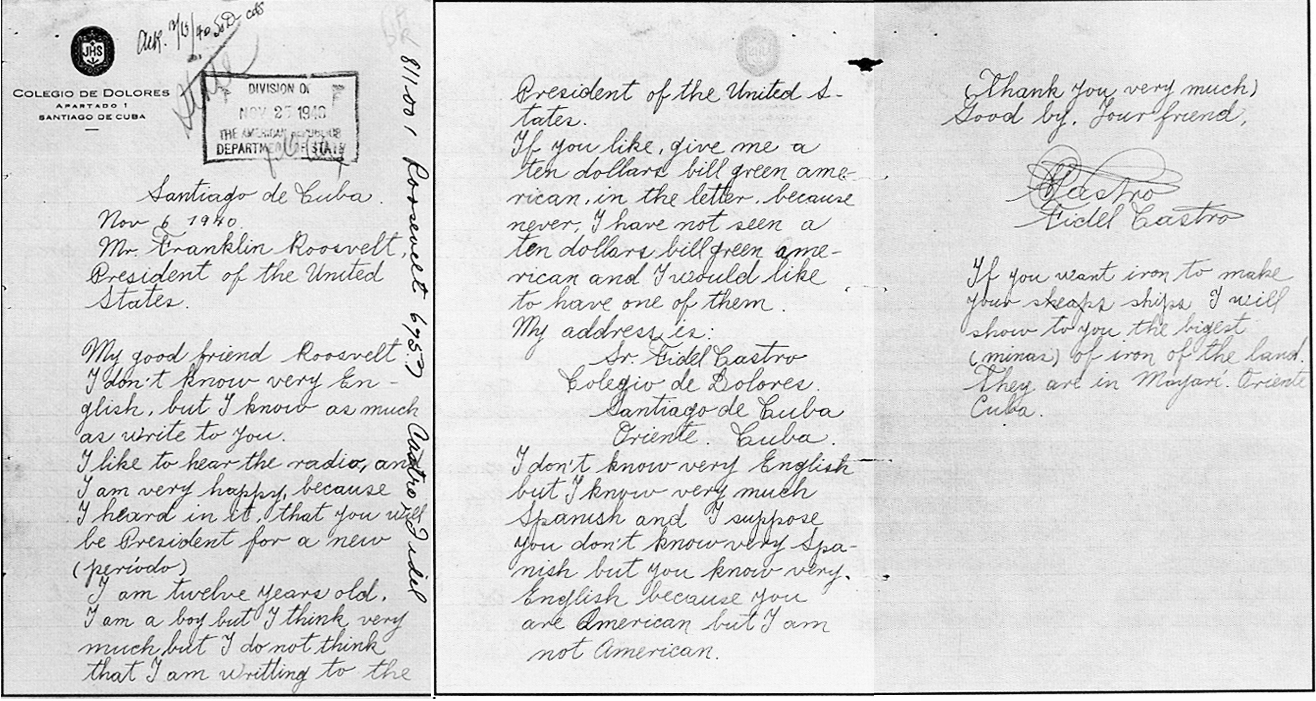
Una carta escrita por Castro, de 14 años, aprendiendo inglés, al presidente estadounidense Franklin D. Roosevelt, en traducción libre: "Mi buen amigo Roosvelt [sic]". En la carta Castro expresa su alegría por la reelección de Roosevelt, declara su edad como "doce años" (en realidad tenía 14) y escribe: "Si quieres, dame un billete verde americano de diez dólares [sic], porque nunca, no he visto un billete de diez dólares", firmando la carta, "Muchas gracias". Genial por [sic]. Tu amigo, Fidel Castro".

El padre de Castro, Ángel Castro y Argiz (1875-1956), nació en el seno de una familia campesina pobre de Galicia, provincia del noroeste de España. Trabajador agrícola analfabeto, en 1895 fue reclutado por el ejército español para luchar en la guerra de la Independencia de Cuba y en la posterior guerra hispanoamericana de 1898, en la que Estados Unidos se hizo con el control de Cuba. Regresó a España en 1898 y volvió a Cuba un año después. En 1902 se proclamó la República de Cuba, pero siguió dominada económica y políticamente por Estados Unidos. Durante un tiempo, Cuba disfrutó de un crecimiento económico, y Ángel se estableció allí en busca de fortuna. Tras varios trabajos estableció una empresa de cultivo de caña de azúcar en la finca Manacas, en Birán, cerca de Mayarí, provincia de Oriente. Ángel se casó con la maestra María Luisa Argota Reyes en 1911, con la que tuvo cinco hijos antes de divorciarse (después de 1941); solo dos llegaron a la adultez: Lidia y Pedro Emilio. En 1917 se mudó con su familia para la finca Manacas la joven de 14 años Lina Ruz González (1903-1963), y fue empleada como sirvienta de la casa de Ángel y su esposa. Lina era pinareña de ascendencia canaria, veintisiete años menor que él. Ángel inició una relación extramatrimonial con Lina, con la que tuvo tres hijos y cuatro hijas, casándose en 1943.
Castro fue el tercer hijo de Lina, nacido fuera del matrimonio en la finca de Ángel el 13 de agosto de 1926. Pesó 10 libras al nacer. Debido al estigma de la ilegitimidad, se le dio el apellido de su madre, Ruz, en lugar del de su padre. Aunque los negocios de Ángel prosperaron y era rico, Fidel creció junto a los hijos de los trabajadores agrícolas, muchos de los cuales eran inmigrantes económicos haitianos de ascendencia africana. Esta experiencia, relatada posteriormente por Castro, le impidió absorber la "cultura burguesa" a una edad temprana.
A la edad de seis años, Castro, junto con sus hermanos mayores Ramón y Ángela (hijos de Lina), fue enviado a vivir con su maestra de Birán Eufrasia Feliú en su casa de Santiago de Cuba para recibir una mejor educación, viviendo en condiciones de estrechez y relativa pobreza, a menudo sin tener lo suficiente para comer, debido a la pobre situación económica de la familia de su tutora, y a pesar de que Ángel daba dinero para la manutención de sus hijos. Eufrasia era hermana de Belén Feliú, esposa de Louis Hippolyte Alcides Hibbert, cónsul haitiano en Santiago de Cuba. A los ocho años, Castro fue bautizado en la Iglesia católica con el nombre Fidel Hipólito Ruz González (Fidel Casiano Ruz González en su inscripción de nacimiento) por sus padrinos: Louis Hippolyte Alcides Hibbert y su esposa, amigos de Ángel, aunque más tarde se convirtió en ateo. Fidel de niño tenía un carácter impulsivo y violento. En su infancia (10 años) fue operado de apendicitis en un hospital de Santiago de Cuba; estuvo grave. En 1943, Castro fue reconocido legalmente por su padre, y su nombre cambió a Fidel Alejandro Castro Ruz. El hecho de estar bautizado le permitió a Castro asistir al internado de La Salle en Santiago de Cuba para los estudios primarios, donde se portaba mal con regularidad, por lo que fue expulsado de allí. Luego fue enviado al Colegio Dolores de esa misma ciudad, financiado por los jesuitas. Después fue trasladado al más prestigioso Colegio de Belén en La Habana, dirigido por los jesuitas, y se graduó en 1945 de bachiller (preuniversitario). El título de bachiller tiene el nombre Fidel Casiano Castro Ruz. Aunque Castro se interesó por la historia, la geografía y los debates en Belén, no destacó académicamente, dedicando gran parte de su tiempo a los deportes.

## Universidad y activismo político inicial: 1945-1949
En septiembre de 1945, Castro comenzó a estudiar Derecho y Ciencias Sociales en la Universidad de La Habana. Admitiendo ser un "analfabeto político", se involucró en el movimiento de protesta estudiantil bajo los presidentes cubanos Ramón Grau San Martín y Carlos Prío Socarrás; hubo represión de las protestas, con estudiantes heridos o asesinados por bandas violentas. Esto dio lugar a una forma de cultura de gansterismo en la universidad, dominada por grupos de estudiantes armados que dedicaban gran parte de su tiempo a las peleas y a la gestión de empresas delictivas. Apasionado del antiimperialismo y en contra de la intervención estadounidense en el Caribe, Castro se unió al Comité para la Independencia de Puerto Rico y al Comité para la Democracia en la República Dominicana; el presidente de este último era su amigo de entonces Rafael Lincoln Díaz-Balart. Durante una campaña infructuosa en 1947 para la Secretaría General de la Federación Estudiantil Universitaria (FEU), presentó una plataforma de "honestidad, decencia y justicia" e hizo hincapié en su oposición a la corrupción, que vinculó a la participación de Estados Unidos en Cuba; perdió la elección contra el estudiante comunista Alfredo Guevara, futuro amigo, por amplio margen. En 1947, Castro fue detenido por la policía por haber hecho unos disparos en una asamblea de estudiantes de Derecho, pero fue liberado y no hubo juicio. En el curso 1946-1947 llegó a ser delegado de la asignatura Antropología jurídica y delegado de curso (había 5 cursos o años) de los estudiantes de la Escuela de Derecho. En 1947 fue postulado para presidente de los estudiantes de la Escuela de Derecho, pero perdió la elección frente al estudiante Freddy Marín. En la universidad apenas asistía a clases, y estudiaba por los libros para los exámenes.
Castro se convirtió en un crítico de la corrupción y la violencia del régimen de Grau, pronunciando un discurso público sobre el tema en noviembre de 1946 que le valió un lugar en la primera página de varios periódicos. En contacto con miembros de grupos estudiantiles de izquierda -entre ellos el Partido Socialista Popular (PSP), el Movimiento Socialista Revolucionario (MSR) y la Unión Insurreccional Revolucionaria (UIR) - se acercó a la UIR, aunque los biógrafos no están seguros de que se afiliara, pero miembros de ese grupo violento han dado testimonio público que Castro era miembro de la UIR. En 1947, Castro se unió a un nuevo partido, el Partido Ortodoxo, fundado por el veterano político Eduardo Chibás (1907-1951). Chibás, una figura carismática, abogaba por la justicia social, un gobierno honesto y la libertad política, mientras su partido denunciaba la corrupción y exigía reformas, pero era anticomunista. Aunque Chibás perdió la elección presidencial de 1948, Castro siguió empeñado en trabajar por su causa. La violencia estudiantil aumentó después de que Grau empleara a líderes de las bandas violentas habaneras como agentes de policía, y Castro no tardó en recibir una amenaza de muerte en la que se le instaba a abandonar la universidad; se negó y empezó a llevar armas y a rodearse de amigos armados. Castro fue acusado de intentos de asesinato mientras era estudiante universitario, incluido el del estudiante miembro de la UIR Leonel Gómez (antes de la asociación de Castro a la UIR) que salió ileso, en 1946; participó con otros y por accidente hirieron en una pierna al estudiante Fernando Freyre de Andrade. Como miembro de la UIR participó con otros en un atentado en 1948 contra Rolando Masferrer (ileso) frente a su casa en La Habana, y estuvo en la conspiración para matar a Manolo Castro (expresidente de la FEU, director de Deportes y Educación Física de Cuba), que fue asesinado en 1948 en La Habana; ambos eran líderes del MSR, pandilla rival de la UIR. Castro también fue parte del complot de la UIR que acabó en 1948 con la vida de Oscar Fernández Caral, sargento de la policía de la Universidad de La Habana, enemigo de Castro en la universidad. En 1949 participó en una manifestación popular frente a la Embajada de Estados Unidos en La Habana, en protesta por la profanación de la estatua de José Martí en el Parque Central por unos marinos estadounidenses; la policía disolvió con violencia la manifestación y Castro sufrió contusiones.

## Rebeliones en América Latina: 1947-1948
En junio de 1947, Castro se enteró de una expedición planeada para derrocar a la junta militar derechista de Trujillo en la República Dominicana. Considerado ampliamente como un dictador, Trujillo utilizó una violenta policía secreta que asesinaba y torturaba habitualmente a los opositores. Castro decidió unirse a la expedición, dirigida por el hacendado dominicano exiliado en Cuba Juan Rodríguez. Lanzada desde Cuba, la misión comenzó el 29 de julio de 1947; estaba compuesta por unos 1.200 hombres, la mayoría cubanos y dominicanos exiliados. Sin embargo, los gobiernos dominicano y estadounidense le pidieron al presidente cubano Ramón Grau que acabara con la Expedición de Cayo Confites. El gobierno de Grau detuvo a muchos de los implicados antes de que se marcharan, pero Castro escapó a la detención saltando de una fragata en la bahía de Nipe y nadando hasta la orilla por la noche, según el propio Castro.

El fracaso de la misión reforzó la oposición de Castro al gobierno de Grau, y a su regreso a La Habana, asumió un papel destacado en las protestas estudiantiles contra el asesinato de un estudiante de secundaria por parte de los guardaespaldas del gobierno. Las protestas, acompañadas de una represión impuesta por Estados Unidos contra los considerados comunistas, desembocaron en violentos enfrentamientos entre los manifestantes y la policía en febrero de 1948, en los que Castro resultó gravemente golpeado. En esta época, sus discursos públicos adoptaron un sesgo claramente izquierdista, condenando las desigualdades sociales y económicas de Cuba, algo que contrasta con sus anteriores críticas públicas, centradas en la condena de la corrupción y el imperialismo estadounidense. Tras una rápida visita a Panamá y Venezuela, en abril de 1948 Castro viajó a la ciudad de Bogotá, Colombia, donde se celebraba la IX Conferencia Panamericana (marzo-mayo de 1948), que era un evento político con delegaciones de gobiernos de América. Para protestar contra ese evento se organizó un Congreso Latinoamericano de Estudiantes patrocinado por el gobierno argentino del presidente Juan Perón. Había una delegación oficial cubana a ese congreso integrada por Enrique Ovares y Alfredo Guevara, presidente y secretario de la FEU, respectivamente. Fidel y Rafael del Pino Siero fueron aceptados por Ovares como miembros de la delegación cubana. En cambio, el asesinato del popular líder izquierdista Jorge Eliécer Gaitán Ayala provocó disturbios generalizados que se conocieron como el Bogotazo e interrumpieron el Congreso Estudiantil, pero no la Conferencia Panamericana. Con un saldo de 500-3.000 muertos, los disturbios giraron en torno a los enfrentamientos entre los Conservadores en el poder - respaldados por el ejército - y los Liberales de izquierdas respaldados por los socialistas. Castro se unió a la causa liberal robando armas de una comisaría, pero las investigaciones policiales posteriores concluyeron que ni Castro ni ninguno de los otros cubanos estaban implicados en los asesinatos.
 Castro, Rafael del Pino, Ovares, y Alfredo Guevara eran buscados como sospechosos por la policía colombiana y se refugiaron en la embajada cubana en Bogotá. El embajador cubano Guillermo Belt hizo gestiones y los sacó en secreto desde Colombia, escondidos en un avión de carga cubano con destino a La Habana, que transportaba toros.

## Matrimonio y marxismo: 1948-1950
A su regreso a Cuba en 1948, Castro se convirtió en una figura destacada en las protestas contra los intentos del gobierno de aumentar las tarifas de los autobuses, un medio de transporte utilizado principalmente por estudiantes y trabajadores. Ese año, Castro se casó con Mirta Díaz-Balart, una estudiante de Filosofía y Letras de la Universidad de La Habana, de familia adinerada, a través de la cual conoció el estilo de vida de la élite cubana. El hermano de Mirta, Rafael Díaz-Balart, entonces amigo de Castro le había presentado a su hermana. El padre de Mirta y el de Fidel les dieron miles de dólares para gastar en una luna de miel de una semana en Miami Beach y de un mes en Nueva York, y la pareja también recibió un regalo de bodas de unas lámparas y un cheque (lo último no confirmado) del mayor general retirado, expresidente, y senador Fulgencio Batista, amigo de la familia de Mirta. Ese mismo año, Grau decidió no presentarse a la reelección, que ganó el nuevo candidato de su Partido Auténtico, Carlos Prío Socarrás. Prío se enfrentó a protestas generalizadas cuando miembros del MSR, ahora aliados con la policía, asesinaron en 1949 a Justo Fuentes Clavel, vicepresidente de la FEU, miembro de la UIR, y amigo de Castro. En respuesta a ese y otros hechos violentos Prío tomó algunas medidas contra las bandas violentas, incluida una ley, pero no dieron resultado.
Castro se había desplazado más hacia la izquierda en su política, influenciado por los escritos de comunistas marxistas como Karl Marx, Friedrich Engels y Vladimir Lenin. Llegó a interpretar los problemas de Cuba como parte integrante de la sociedad capitalista, o la "dictadura de la burguesía", en lugar de los fallos de los políticos corruptos. Adoptando la idea marxista de que solo una revolución proletaria podía provocar un cambio político significativo, Castro visitó los barrios más pobres de La Habana, siendo testigo de las desigualdades sociales y raciales de la nación, y participó activamente en el Comité Universitario de Lucha contra la Discriminación Racial.
En septiembre de 1949, Mirta dio a luz a un hijo, Fidelito (Fidel Castro Díaz-Balart), por lo que la pareja se trasladó a un apartamento más grande en La Habana. Castro siguió arriesgándose al permanecer activo en la política de la ciudad y al unirse al Movimiento 30 de septiembre, que contenía tanto comunistas como miembros del Partido Ortodoxo en su seno. El objetivo del grupo era oponerse a la influencia de las bandas violentas en la universidad; a pesar de sus promesas, Prío no había conseguido controlar la situación, sino que había ofrecido a muchos de sus miembros más veteranos puestos en los ministerios del gobierno. Castro se ofreció a dar un discurso al Movimiento el 13 de noviembre de 1949, exponiendo los tratos secretos del gobierno con las bandas e identificando a los miembros clave. El discurso, que atrajo la atención de la prensa nacional, enfureció a las bandas, y Castro huyó a la clandestinidad, primero al campo y luego a EE. UU. Al regresar a La Habana varias semanas después, Castro mantuvo la calma y se concentró en sus estudios universitarios, graduándose de Doctor en Derecho Civil y Licenciado en Derecho Diplomático en octubre de 1950. No terminó sus estudios de Ciencias Sociales.

## Carrera de derecho y política: 1950-1952
Castro fundó un bufete de abogados con dos colegas de izquierdas, Jorge Azpiazu y Rafael Resende, centrada en ayudar a los cubanos pobres a reclamar sus derechos. Fue un fracaso financiero; su principal cliente era un maderero que les pagaba en madera para amueblar su oficina. Al no importarle el dinero ni los bienes materiales, Castro no pudo pagar sus facturas; le expropiaron los muebles y le cortaron la electricidad, lo que angustió a su esposa. La familia de Mirta se encargó de mantenerla a ella y su hijo. Castro participó en una protesta en un instituto de Cienfuegos en noviembre de 1950, librando una batalla de cuatro horas con la policía en protesta por la prohibición del Ministerio de Educación de fundar asociaciones estudiantiles. Detenido y acusado de conducta violenta, el magistrado retiró los cargos. También se convirtió en un miembro activo del Comité de Paz de Cuba, haciendo campaña contra la participación de Occidente en la guerra de Corea. Sus esperanzas para Cuba seguían centradas en Eduardo Chibás y el Partido Ortodoxo; sin embargo, Chibás había cometido un error al acusar al ministro de Educación Aureliano Sánchez Arango de comprar una hacienda guatemalteca con fondos malversados, pero no pudo demostrar sus acusaciones. Aureliano, líderes políticos, y parte de la prensa acusó a Chibás de mentiroso y se burlaban él, y en 1951 bajo esa presión Chibás se suicidó con una pistola durante una emisión de radio, lanzando una "última llamada de atención" al pueblo cubano. Castro estaba presente en la radioemisora, y lo acompañó con otros al hospital donde murió 11 días después.

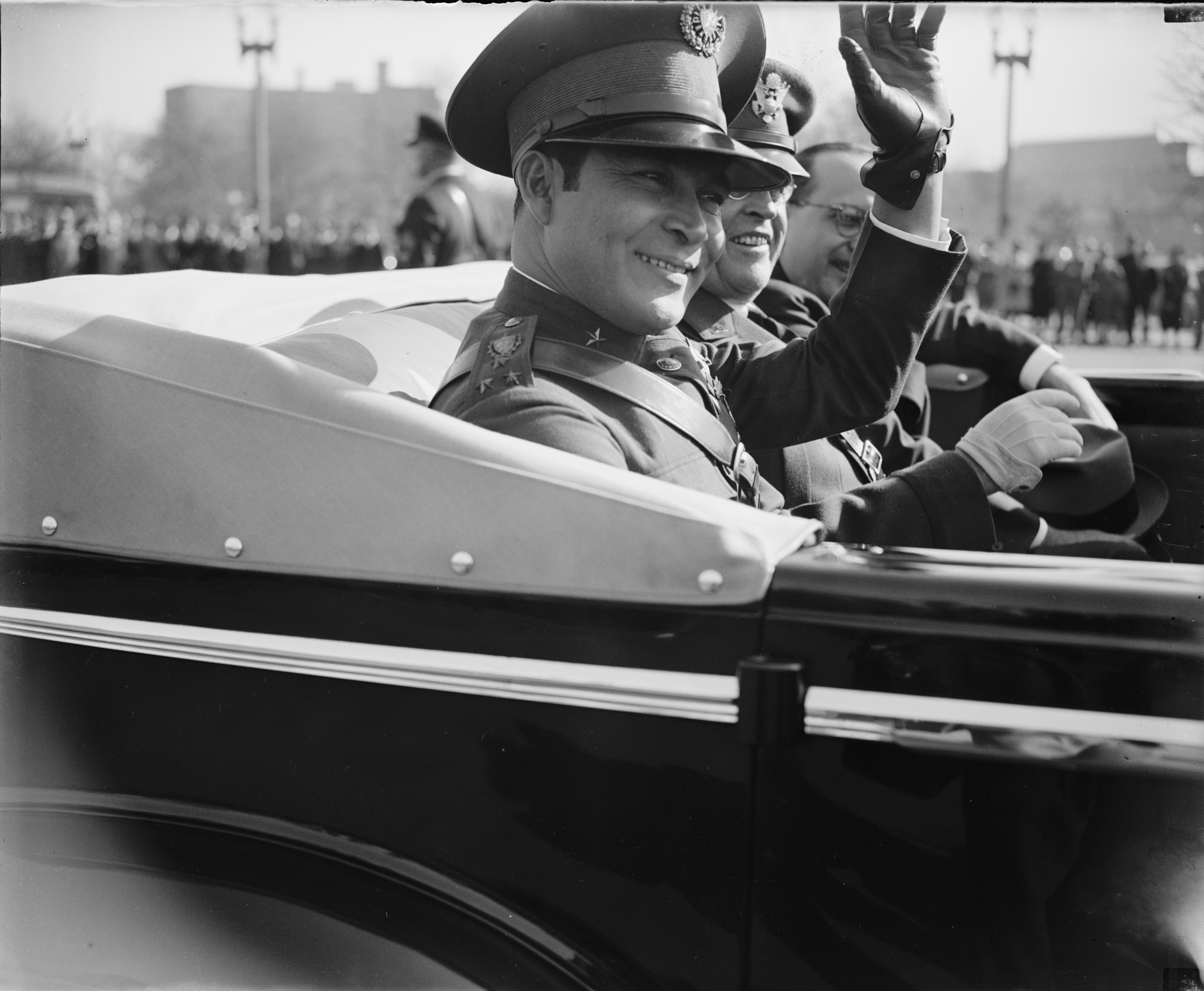
Castro pretendía derrocar la presidencia del general Fulgencio Batista (a la izquierda, con el jefe de Estado Mayor del Ejército de los Estados Unidos, Malin Craig).

Viéndose a sí mismo como el heredero de Chibás, Castro quiso postularse cómo representante al Congreso por el Partido Ortodoxo en las elecciones generales de junio de 1952. Los altos cargos de la Ortodoxia temían su reputación radical y se negaron a nombrarlo; en su lugar, fue nombrado candidato a la Cámara de Representantes por los miembros del partido en los distritos más pobres de La Habana, y comenzó a hacer campaña. Los ortodoxos tenían un nivel de apoyo considerable y se esperaba que les fuera bien en las elecciones, incluso que su candidato Roberto Agramonte ganara la presidencia del país.

En 1951, Castro acompañado por su cuñado Rafael Díaz-Balart se reunió con el general Fulgencio Batista, el expresidente (1940-1944) que había regresado a la política con el Partido de Acción Unitaria y era senador, en la casa de este en la Finca Kuquine en La Habana; aunque ambos se oponían a la administración de Prío, su encuentro nunca llegó a un acuerdo político, pero duró 2 horas y fue cordial. El 4 de marzo de 1952 Castro presentó una denuncia por asesinato contra el teniente de la policía Rafael Salas Cañizares, en La Habana. Seis días después, Batista tomó el poder en un golpe de Estado, y el presidente derrocado Carlos Prío viajó a México. Salas Cañizares era uno de los principales en el golpe de Estado, y fue ascendido el 10 de marzo a brigadier general y jefe de la policía cubana; cuando Fidel conoció esto tuvo miedo por su vida y se escondió por un tiempo, pero no fue molestado. Al declararse presidente, Batista canceló las elecciones presidenciales previstas para el 1 de junio de 1952, describiendo su nuevo sistema como "democracia disciplinada"; Castro, como muchos otros, lo consideró una dictadura unipersonal, y el 24 de marzo de 1952 acusó a Batista ante los tribunales por el golpe de Estado, pero la denuncia no prosperó. Batista se desplazó hacia la derecha, solidificando los vínculos tanto con la élite rica como con Estados Unidos, cortando las relaciones diplomáticas con la Unión Soviética, suprimiendo los sindicatos y persiguiendo a los grupos socialistas cubanos. Con la intención de oponerse a la administración de Batista, Castro presentó varias demandas, argumentando que Batista había cometido suficientes actos delictivos como para justificar su encarcelamiento y acusando a varios ministros de violar las leyes laborales. Sus demandas quedaron en nada, y Castro comenzó a pensar en formas alternativas para destituir al nuevo gobierno.